# Bersagliere (1939)
«Берсальєре» (італ. Bersagliere) — військовий корабель, ескадрений міноносець 1-ї серії типу «Сольдаті» Королівських ВМС Італії за часів Другої світової війни.

## Історія
«Берсальєре» закладений 21 квітня 1937 на верфі компанії Cantieri Navali del Tirreno e Riuniti у Палермо. 1 квітня 1939 увійшов до складу Королівських ВМС Італії. Брав участь у навчально-бойових походах та військово-морському параді 1939 року у Неапольській затоці на честь регента Югославії.
На початку Другої світової війни включений до 13-ї ескадри есмінців, яка мала у своєму складі однотипні кораблі «Гренатьєре», «Фучільєре» та «Альпіно».
Есмінець брав активну участь у битвах Другої світової війни на Середземноморському театрі дій, бився в боях у Калабрії, біля мисів Матапан та Спартивенто, а також в обох морських битвах у затоці Сидра; супроводжував власні та переслідував ворожі конвої транспортних суден.
7 січня 1943 пришвартувався на південному причалі порту Палермо, коли, починаючи з 16:25, місто й морський порт стали об'єктом нападу 10 бомбардувальників 9-ї повітряної армії США. Через п'ять хвилин після початку атаки в «Берсальєре» влучили дві бомби, від вибухів його кинуло праворуч, а потім, швидко перегорнуло до гори днищем. Деякі члени екіпажу опинилися в пастці всередині корпуса, коли він затонув. Загинуло 59 матросів та офіцерів «Берсальєре».
У цілому за 4 роки служби есмінець «Берсальєре» взяв участь у 146 бойових походах, пройшов 53 700 миль. Виключений зі списків флоту 18 жовтня 1946 року.